# آن طرف در (فیلم ۲۰۱۶)
آن طرف در (به انگلیسی: The Other Side of the Door) فیلم ترسناک هندی-انگلیسی به کارگردانی یوهانس رابرتس و نوشته شده توسط رابرتز و ارنست ریرا است. این فیلم در انگلستان و ایالات متحده در تاریخ ۴ مارس سال ۲۰۱۶ منتشر شد.

## داستان
داستان فیلم در مورد خانواده ایست است که در یک تصادف در هند پسرشان را از دست می‌دهند. ماریا در حین حادثه تصمیم به نجات جوانترین دخترش می‌گیرد. پس از آن حادثه ماریا راهی برای احضار روح پسرش پیدا می‌کند تا آخرین خداحافظی را با وی انجام دهد اما...